# Шуховљев торањ
Шуховљев торањ (рус. Шуховская башня), познат и као торањ Шаболовка, је радио-торањ у Москви. Споменик архитектуре и објект светске баштине.
Овај торањ је 160-метарски слободностојећи челични оквир од револуционарних хиперболоида. Грађен је од 1920. до 1922, као радио-предајник за пренос сигнала широм Русије.
Грађен је као хиперболоидна структура (тачније, као хиперболоидна љуска).

## Географски положај
Налази се на 55°43'02" северне географске ширине и 37°36'41" источне географске дужине.

## Историја
Величанствени торањ, један од око 200 које је дизајнирао Владимир Глигоријевич Шухов, је изворно био пројектован тако да буде висине 350 метара, али несташица и оскудица челика у грађанском рату у Русији су довеле до тога да је изворна пројектна висина морала да се смањи на 160 метара. Шуховљеве методе су биле и иновативне: торањ је подигнут према његовој властитој телескопској методи склапања.
Шуховљев торањ има елегантну оригиналну конструкцију, због које трпи минималне налете ветра, који је главна опасност за високе грађевине. Отворена челична конструкција комбинује снагу и лакоћу: по јединици висине за Шуховљев торањ се користи три пута мање челика у односу Ајфелов торањ. За првобитни пројект торња од 350 метара је процењена маса само 2200 тона, док је 300-метарски Ајфелов торањ тежак око 7300 тона.
Радио-предајник је почео с радом 19. марта 1922.
Шуховљев торањ је проглашен спомеником архитектуре. На међународној конференцији "Heritage at Risk. Очување архитектуре 20. века и светске баштине“ која је 2006. одржана у Москви, Шуховљев торањ са својом јединственом конструкцијом је признат као ремек-дело руске авангардне архитектуре и објект светске баштине.
Налази се на адреси „улица Шаболовка 37", према којој је торањ добио своје неслужбено име. Није доступан туристима.
Шуховљев торањ никад није растауриран и није адекватно заштићен од корозије.

## Галерија
- Шуховљев торањ ноћу, 2007.
- Поглед на унутрашњост са горње платформе, 2007.
- Шуховљев торањ
- Торањ се налази иза бодљикаве жице, 2007.
- Одсутство антикорозивне заштите и рђа на конструкцији торња, 2007.
- Одсутство антикорозивне заштите и рђа на конструкцији торња, 2007.
- 1 Шуховљев торањ